# Ganesha (djur)
Ganesha är ett släkte av kammaneter. Ganesha ingår i familjen Ganeshidae.
Ganesha är enda släktet i familjen Ganeshidae.
Kladogram enligt Catalogue of Life:
| Ganesha | \| \| Ganesha annamita \| \| \| \| \| \| Ganesha elegans \| \| \| \| |
|         | \| \| Ganesha annamita \| \| \| \| \| \| Ganesha elegans \| \| \| \| |
|         | Ganesha annamita                                                     |
|         |                                                                      |
|         | Ganesha elegans                                                      |
|         |                                                                      |